# Stéphanie Solinas
Stéphanie Solinas, née en 1978 à La Tronche, est une artiste plasticienne et une chercheuse française. Sa production plastique se déploie dans de nombreux domaines : photographie, vidéo, sculpture, installation, dessin ou encore livre.

## Biographie
Formée à la photographie à l'École nationale supérieure Louis-Lumière, elle soutient en 2008, une thèse intitulée Photographie et identité : images du corps surveillé, où elle explore le rapport entre la photographie, son utilisation comme outil de surveillance, et la naissance du concept moderne d'identité. Elle s'y intéresse tout particulièrement aux travaux du criminologue Alphonse Bertillon, inventeur de l'anthropométrie judiciaire. L'ombre d'Alphonse Bertillon plane sur plusieurs travaux de Stéphanie Solinas, comme Dominique Lambert, un vaste projet pour lequel l'artiste a contacté toutes et tous les Dominique Lambert présentes et présents dans l'annuaire. Dominique est le prénom épicène le plus porté en France, et le 27e prénom le plus courant. Lambert est le 27e patronyme le plus répandu. L'artiste a demandé à chacune des personnes contactées de répondre à un questionnaire de type "portrait chinois". Elle a transmis les réponses à un comité de quatre experts (un psychologue, un statisticien, un enquêteur de policie, un juriste) afin d'établir un portrait écrit, qui a été soumis à un peintre. Ce dernier a produit un dessin représentant la personne telle que vue par l'artiste. Le dessin a ensuite été réinterprété sous forme de Portrait-robot. Enfin, l'artiste est partie à la recherche de personnes dont les traits s'apparentaient à ces portraits-robot. 

Tout en continuant à explorer la question de l'identité, l'œuvre de Stéphanie Solinas se penche aussi sur des thèmes tels que la mort, l'Intelligence artificielle, le rapport entre science et croyance, visible et invisible, matérialisme et transcendance.
En 2017-2018, elle est pensionnaire de la Villa Médicis.
Ses travaux ont fait l'objet de plusieurs expositions personnelles : Rencontres d’Arles, Musée Carré d’Art de Nîmes, Fraenkel LAB (San Francisco), FOAM (Amsterdam), Musée Eugène-Delacroix, Maison Rouge, la Société Française de Photographie, église Saint-Eustache. Plusieurs institutions publiques ou privées ont acquis des œuvres de Stéphanie Solinas, notamment le SFMOMA, Pier 24 Photography, le Centre national des arts plastiques, la Bibliothèque Nationale, le Musée d’Art Moderne Centre Georges Pompidou, le Musée Nicéphore-Niépce, et le Musée de l'Élysée.

## Récompenses
- Prix Camera Clara (1er prix, 2020)[5].
- Prix SCAM de l’Œuvre Expérimentale (2018)[6].
- Prix Edouard Barbe (2013)[7].

## Publications
- Stéphanie Solinas, Le soleil ni la mort, Delpire, 17 mars 2022 (ISBN 979-1095821410)
- Stéphanie Solinas, Guide du Pourquoi Pas ?, Le Seuil, 1er octobre 2020 (ISBN 978-2021435047)
- Stéphanie Solinas, Dominique Lambert, RVB Books, 1er juillet 2016 (ISBN 979-1090306370)
- Stéphanie Solinas, Déserteurs, RVB books, 2013 (ISBN 979-10-90306-13-4) (édition limitée à 100 exemplaires uniques)
- Stéphanie Solinas, Sans titre : M. Bertillon, RVB books, 1er janvier 2011 (ASIN B01DT35U9U) (édition limitée à 250 exemplaires signés et numérotés)